# Rennsimulation

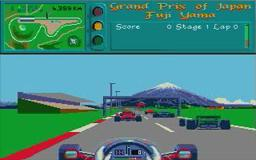
Bekannte Rennsimulation für den Amiga: Vroom (1991)

Eine Rennsimulation ist ein Computerspiel des Typs Rennspiel, bei dem der Spieler in der Rolle einer der wetteifernden Fahrer ein möglichst wirklichkeitsgetreu simuliertes Fortbewegungsmittel zum Sieg steuern muss. Neben dem Fahren wird im Simracing auch ein Fokus auf Liveübertragung, welche auf YouTube und Twitch zu finden sind, gelegt. Hier wird sich vermehrt an einen Mix aus ESport-Übertragung und Motorsportübertragung orientiert.

## Geschichte
Wie bei allen Simulationsspielen hat der technische Fortschritt eine immer wirklichkeitsnähere Simulation des Renngeschehens ermöglicht. Spiele, die zum Zeitpunkt ihres Erscheinens die beste Annäherung an die Wirklichkeit darstellten und damit zu den Simulationen gerechnet werden können, wurden später vom Stand der Technik weit übertroffen.
Besonders die Arcade-Automaten, die ab 1976 erschienen und bis zum Erscheinen der Heimcomputer in den frühen 1980ern die vorherrschenden Plattformen waren, erscheinen gemessen am Stand der 2000er Jahre nicht als Simulationen.

### Die Zeit der Arcade-Simulationen

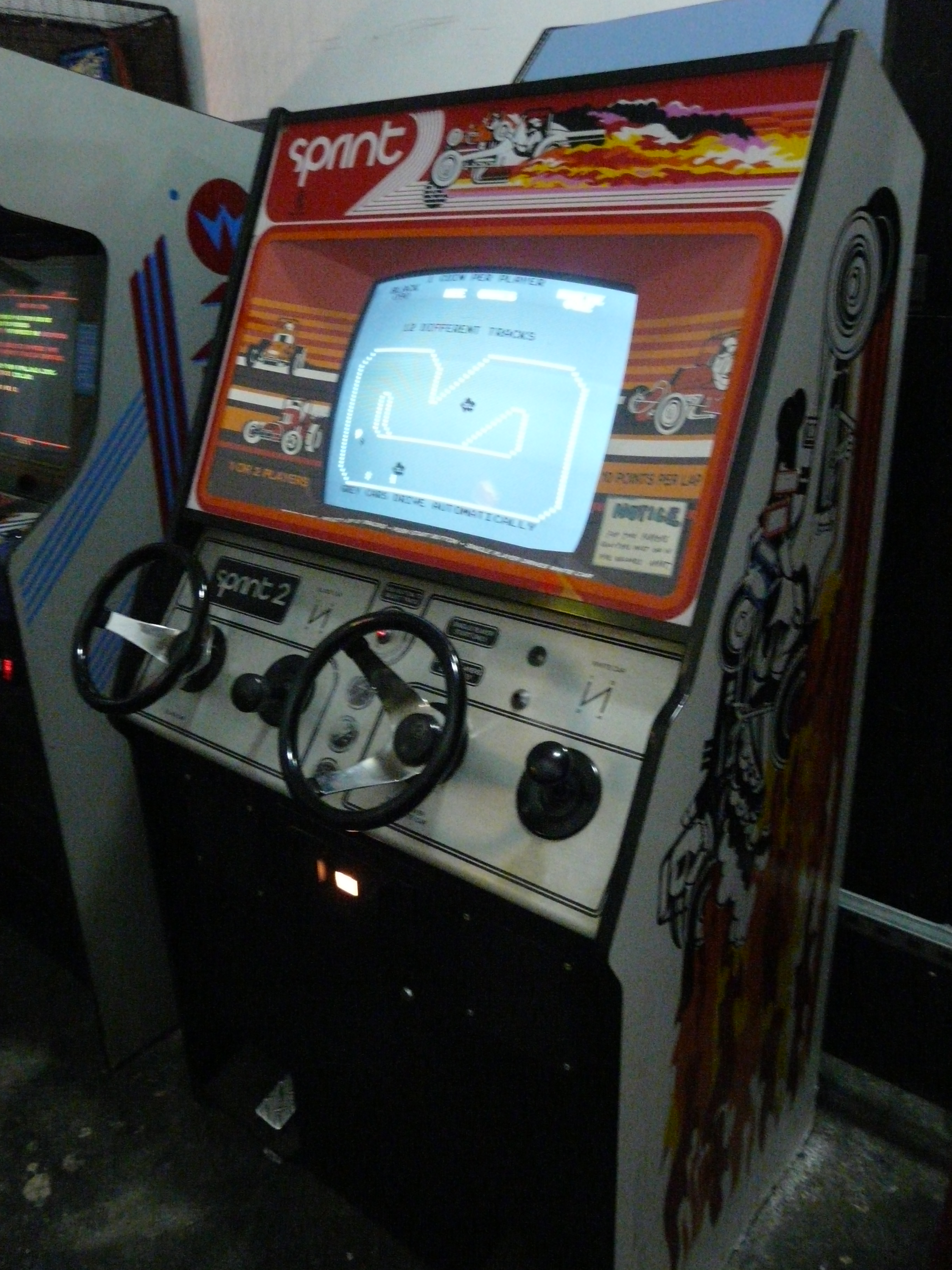
Sprint 2, Atari 1976

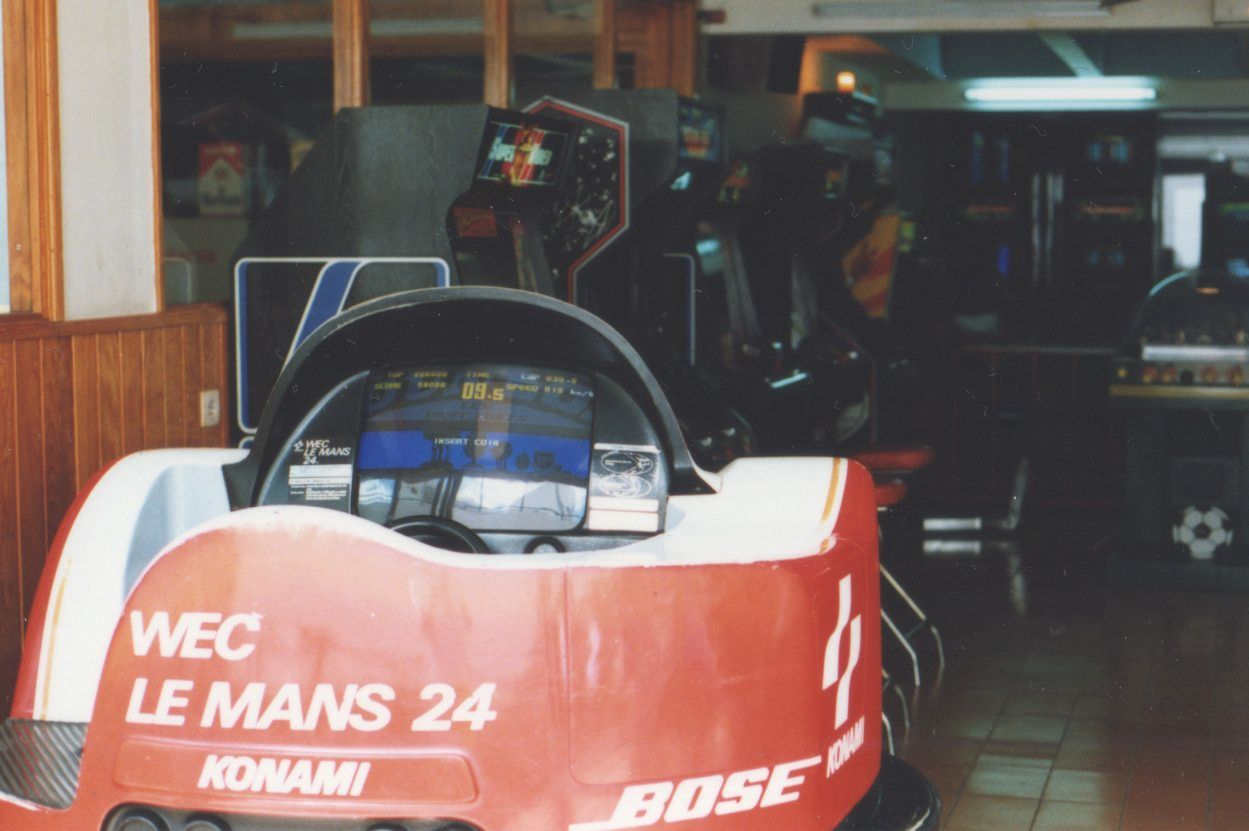
WEC Le Mans 24, Konami 1986 (Sit-In, im Hintergrund normale Automaten)

Das erste Rennspiel war Gran Trak 10 von Atari (1974). Dieses Arcade-Spiel hatte als erstes ein Lenkrad sowie eine 4-Gang Schaltung, Brems- und Gaspedal. Das Spiel war schwarz/weiß und man sah das Geschehen aus der Vogelperspektive.
Als erste 3-D-Rennsimulation kann das ab 1976 von Atari/Namco verkaufte, elektromechanische Projektions-System F-1 angesehen werden, das bereits die für die meisten Spiele dieses Genres typische First-Person-Perspektive verwendete. Dieses ist jedoch kein Videospiel, da kein Monitor verwendet wird.
Der ebenfalls 1976 von Atari herausgebrachte Arcade-Automat Indy 4 zeigte die Rennstrecke zwar noch aus der Vogelperspektive, berücksichtigte aber bereits den Zustand des Untergrundes und war zugleich die erste Mehrspieler-Rennsimulation.
Ebenfalls 1976 wurde das Arcade-Spiel Night Driver von Atari hergestellt. Es war ein Schwarz-Weiß-Spiel. Man sah links und rechts weiße Balken. Das eigene Auto war als Plastikscheibe auf den Monitor geklebt. Night Driver gilt als erste Videospiel-Rennsimulation. Im selben Jahr erschien Fonz von Sega/Gremlin, eine Motorradsimulation, deren Steuerung über einen Motorradlenker erfolgte. Das war der erste Versuch, die Rennsimulation durch eine realistische Gestaltung der Eingabegeräte noch wirklichkeitsnäher zu gestalten.
Weitere Meilensteine:
- Sprint 2 (Atari, 1976) 1. Rennspiel auf Mikroprozessor-Basis[2][3]
- Monaco GP (Sega, 1980) 1. Rennspiel im Sit-In-Gehäuse, Farbgrafik und Stereo-Sound
- Out Run (Sega, 1986) 1. Rennspiel mit Force-Feedback[4]
- Cruis'n USA (Midway, 1994) 1. Rennspiel mit Reality Mapping[5][6]

Das 1982 von Atari veröffentlichte Pole Position war die erste Rennsimulation, die die Abläufe eines wirklichen Rennens nachbildete: Qualifizierung und Rennen waren getrennte Teile des Spiels. Die Darstellung erfolgte wie bei modernen Rennsimulationen üblich in der First-Person-Perspektive, und eine Variante des Arcade-Automaten verfügte über drei Bildschirme, um dem in einem nachgebildeten Cockpit sitzenden Fahrer eine Panorama-Perspektive des Rennens zu bieten und so einen realistischen visuellen Eindruck zu vermitteln.
Auf der Technik von Pole Position bauten alle weiteren Rennsimulationen auf.
Als Nachfolger von Pole-Position gab es TX-1 (Tatsumi, 1983) mit 3 Monitoren, die leicht abgewinkelt nebeneinander waren. Buggy Boy gab es mit 1 oder 3 Monitoren.
Sehr erfolgreich war das Spiel Out Run (Sega, 1986). Dieses gab es auch in einer Version mit einem kleinen Ferrari zum hineinsetzen. Zum ersten Mal gab es Force-Feedback.

### Weiterentwicklung auf Heimgeräten

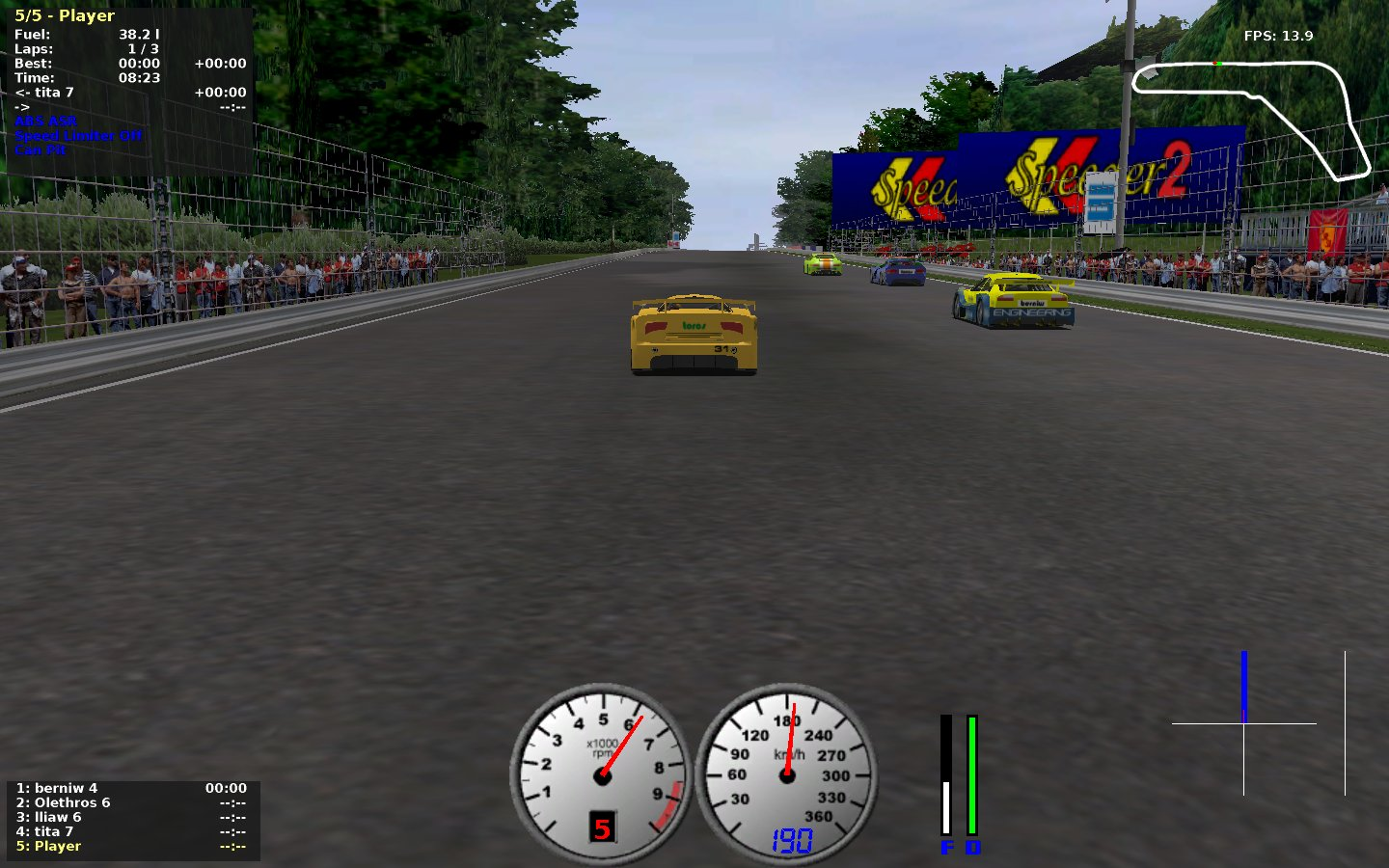
TORCS 1.3.1 (2008), eine freie und Open-Source-Rennsimulation

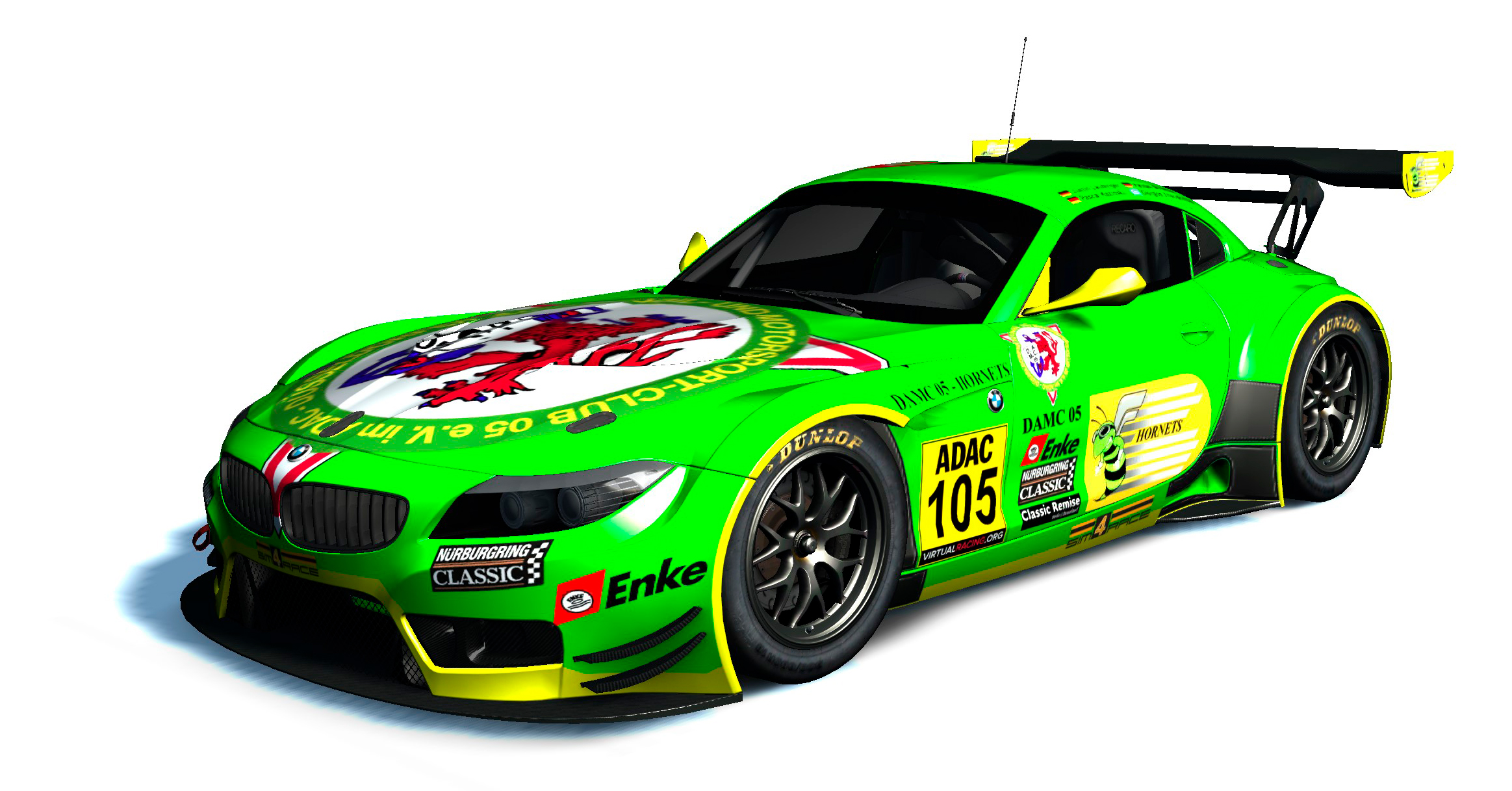
Vollkonfigurierter Skin in Assetto Corsa für den ADAC-Digital-Cup

Mit dem Aufkommen der Heimcomputer war es möglich, die Komplexität der Simulation deutlich zu steigern. Der wirtschaftliche Erfolg eines an Heimanwender verkauften Spiels hing nicht mehr wie bei Arcade-Automaten davon ab, ob die Bedienung des Spiels schnell zu erlernen war und ein einzelnes Spiel in wenigen Minuten beendet war, damit der Automat dem nächsten zahlenden Kunden zur Verfügung stand.
Der bedeutendste Meilenstein der Heimcomputer-Ära war das 1984 von Geoff Crammond für den BBC-Heimcomputer sowie den C64 entwickelte Revs. Es bot Setup-Möglichkeiten (Anstellwinkel von Front- und Heckflügel), ein realistisches Physik-Modell und zwei realistische Rennstrecken (Silverstone Circuit und Brands Hatch). Während der Spielverlauf wie bei Pole Position Qualifizierung und Rennen vorsah, waren die Computergegner nicht mehr wie beim Arcade-Automaten zufällig auftauchende, langsame Hindernisse. Revs bot stattdessen ein vollständiges Feld von Fahrern, jeder mit einem eigenen Namen, einem Wagen in seinen eigenen Farben und seinem individuellen Tempo.
Eine ungewöhnliche Simulation war das 1990 von Brøderbund veröffentlichte Stunts. Es wich von der Sportspiel-typischen Imitation eines realen Sportereignisses ab, verfügte aber über ein realistisches und flexibles Physik-Modell, das es trotz der unrealistischen Rennstrecken, die Sprungschanzen, Loopings und andere Hindernisse boten, zu einer echten Simulation machten. Anders als die meisten Simulationen zuvor war es bei Stunts möglich (und erforderlich), die dritte Dimension zu nutzen.
- 1983 – Chequered Flag – der erste Versuch einer realistischen Fahrsimulation
- 1984 – Revs – verhältnismäßig realistisch, Silverstone als einzige Strecke
- 1989 – Indianapolis 500 – erlaubt Veränderungen am Setup
- 1992 – Geoff Crammond’s Formula One Grand Prix – erlaubt das Nachstellen der 1991er Formel-1-Saison, damals beeindruckende Grafik
- 1993 – IndyCar Racing – enthält erstmals echte Fahrer und Teams
- 1994 – NASCAR Racing – enthält ein realistisches Schadensmodell und Reifenabnutzung
- 1996 – Geoff Crammond’s Grand Prix 2 – enthält die komplette 1994er Formel-1-Saison und erstmals auch die echten Teams und Fahrer
- 1997 – Gran Turismo – erstes Spiel mit über 100 lizenzierten Fahrzeugen
- 1998 – Grand Prix Legends – simuliert die 1967er Formel-1-Saison
- 1999 – Gran Turismo 2 – erstes Spiel mit über 500 Fahrzeugen
- 1999 – NASCAR Racing 3 – gilt heute noch als eine der besten NASCAR-Simulationen, diente als Basis für iRacing
- 2000 – Geoff Crammond’s Grand Prix 3 – stark verbessertes Force-Feedback und vielfältige nasse Bedingungen
- 2001 – Gran Turismo 3 – verkaufte sich 14,8 Millionen Mal, erstes Gran Turismo für PlayStation 2
- 2003 – Geoff Crammond’s Grand Prix 4 – bis heute noch mit die besten Computergegner
- 2003 – Live for Speed – erste pure Onlinesimulation
- 2004 – Richard Burns Rally – bis heute noch mit die beste Rallye-Simulation
- 2004 – Gran Turismo 4 – erstes Gran-Turismo-Spiel mit realen Strecken (Ausnahme: Laguna Seca in den 2 vorherigen Teilen)
- 2005 – rFactor – technisch fortgeschrittenes Reifen- und Aerodynamikmodell
- 2005 – Forza Motorsport – Microsofts Antwort auf den Erfolg der Gran-Turismo-Reihe
- 2006 – GTR 2 – simuliert die 2003er und 2004er FIA-GT-Meisterschaften
- 2008 – iRacing – Onlinesimulation, unterstützt von mehreren echten Rennserien, u. a. der IMSA
- 2009 – F1 2009 – erstes Spiel der F1-Reihe von Codemasters
- 2010 – F1 2010 – erstes Spiel von Codemasters F1-Reihe für PC
- 2010 – Gran Turismo 5 – über 1000 Autos und 70 Strecken, erstes Gran Turismo mit Onlinemodus
- 2013 – RaceRoom Racing Experience – kostenloses Basisspiel mit realistischen Computergegnern und Sounds
- 2013 – rFactor 2 – bevorzugter Simulator von realen Motorsportteams
- 2014 – Assetto Corsa – umfangreiche Sammlung an Autos und Strecken mit vielen Modding-Möglichkeiten
- 2015 – Project CARS – erstes Spiel der Project-Cars-Reihe mit 65 Autos und 36 Strecken
- 2017 – F1 2017 – erstes Spiel der F1-Reihe, welches die Formula One Esports Series veranstaltete

## Peripherie
Um ein realistischeres Fahrgefühl zu bekommen, lassen sich die meisten Rennsimulationen neben der Steuerung mit Tastatur, Gamecontroller und Joystick auch mit speziellen Lenkrädern, Pedalen und Wählhebeln steuern. Ebenso ist die Steuerung durch die Dreh- und Krafterkennung hierbei deutlich genauer und die haptische Wahrnehmung und das Force Feedback sorgt für ein realistischeres Erlebnis. Einige Hersteller bieten darüber hinaus spezielle Stühle für eine realistischere Körperhaltung an.